# 响叶杨
响叶杨（学名：Populus adenopoda）是杨柳科杨属的植物，落叶乔木，是中国的特有植物。

## 形态
响叶杨高可达30米。卵状三角形叶，具有钝齿锯，叶顶端渐尖，基部具有两腺体，老树叶柄扁平，长2-7厘米；早春先叶开花，雌雄异株，柔夷花序下垂，褐色苞片，深裂并有细长毛；蒴果两裂。

## 分布
分布于中国大陆的江西、福建、河南、浙江、云南、湖南、安徽、陕西、四川、广西、贵州、江苏、湖北等地，生长于海拔300米至2,500米的地区，常生长在阳坡灌丛中、杂木林中和沿河两旁，目前尚未由人工引种栽培。

## 变种
- 大叶响叶杨（学名：Populus adenopoda var. platyphylla）为杨柳科杨属下的一个变种。
- 楔叶响叶杨（学名：Populus adenopoda f. cuneata）为杨柳科杨属响叶杨下的一个变型。
- 小果响叶杨（学名：Populus adenopoda f. microcarpa）为杨柳科杨属响叶杨下的一个变型。